# Asno de las Encartaciones
Asno de las Encartaciones, (tiếng Basque:;;Enkarterriko asto), là một giống con lừa nhà nhỏ có nguồn gốc từ phía tây của cộng đồng tự trị của xứ Basque, ở phía tây bắc Tây Ban Nha. Giống lừa này được đặt tên theo các comarca của Las Encartaciones (Enkarterri), ở tỉnh Biscay (Bizkaia).
Asno de las Encartaciones là giống lừa nhỏ duy nhất của Tây Ban Nha, và tương tự như giống lừa Gascon, bây giờ nó là một loại lừa trong nhóm lừa Pyrenean.:45–46 Asno de las Encartaciones bị đe dọa nghiêm trọng và sụt giảm về số lượng và được bảo vệ bằng các biện pháp bảo tồn.

## Lịch sử
Asno de las Encartacione là giống lừa bản địa ở phía tây của tỉnh Biscay, và tập trung ở các đô thị của Artzentales, Balmaseda, Galdames, Gordexola, Güeñes, Karrantza, Lanestosa, Sopuerta, Turtzioz và Zalla. Loài này gần như biến mất trong suốt thế kỷ hai mươi. Sự sụt giảm về số lượng bắt đầu trong những thập niên đầu của thế kỷ, và nhanh nhất trong những năm 1960 và 1970; số lượng lừa giống này chỉ khoảng 1000 vào đầu những năm 70, và đã giảm xuống còn gần 100 vào cuối những năm 90. Giống như các giống lừa khác, nguyên nhân chính là cơ giới hoá nông nghiệp và sự suy giảm của các vùng nông thôn.
Asno de las Encartaciones được đưa đi trình diễn tại các hội chợ nông nghiệp ở Gordexola vào năm 1994 và tại Markina vào năm 1995.